# Локомотивна вулиця (Київ)
Локомоти́вна ву́лиця — вулиця у Солом'янському районі міста Києва, місцевість Батиєва гора. Пролягає від вулиці Кучмин Яр до Привітної вулиці. 
Прилучаються вулиці Архітектора Вишневського та Дружня, провулок Мар'яна Гаденка.

## Історія
Вулиця виникла близько 1898 року, мала назву 2-га Лінія, як і всі інші вулиці Батиєвої гори. Сучасна назва — з 1958 року.

## Зображення

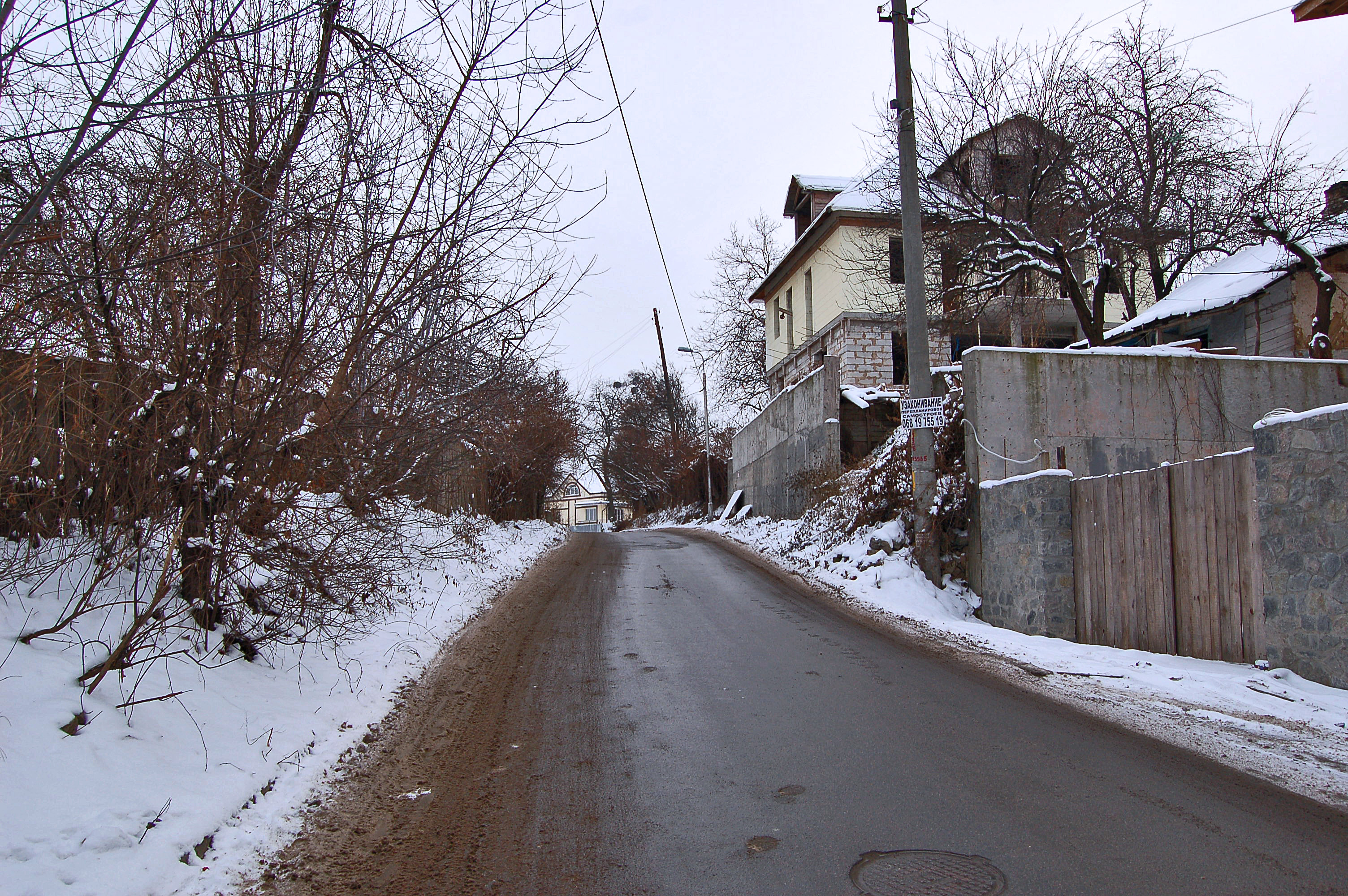
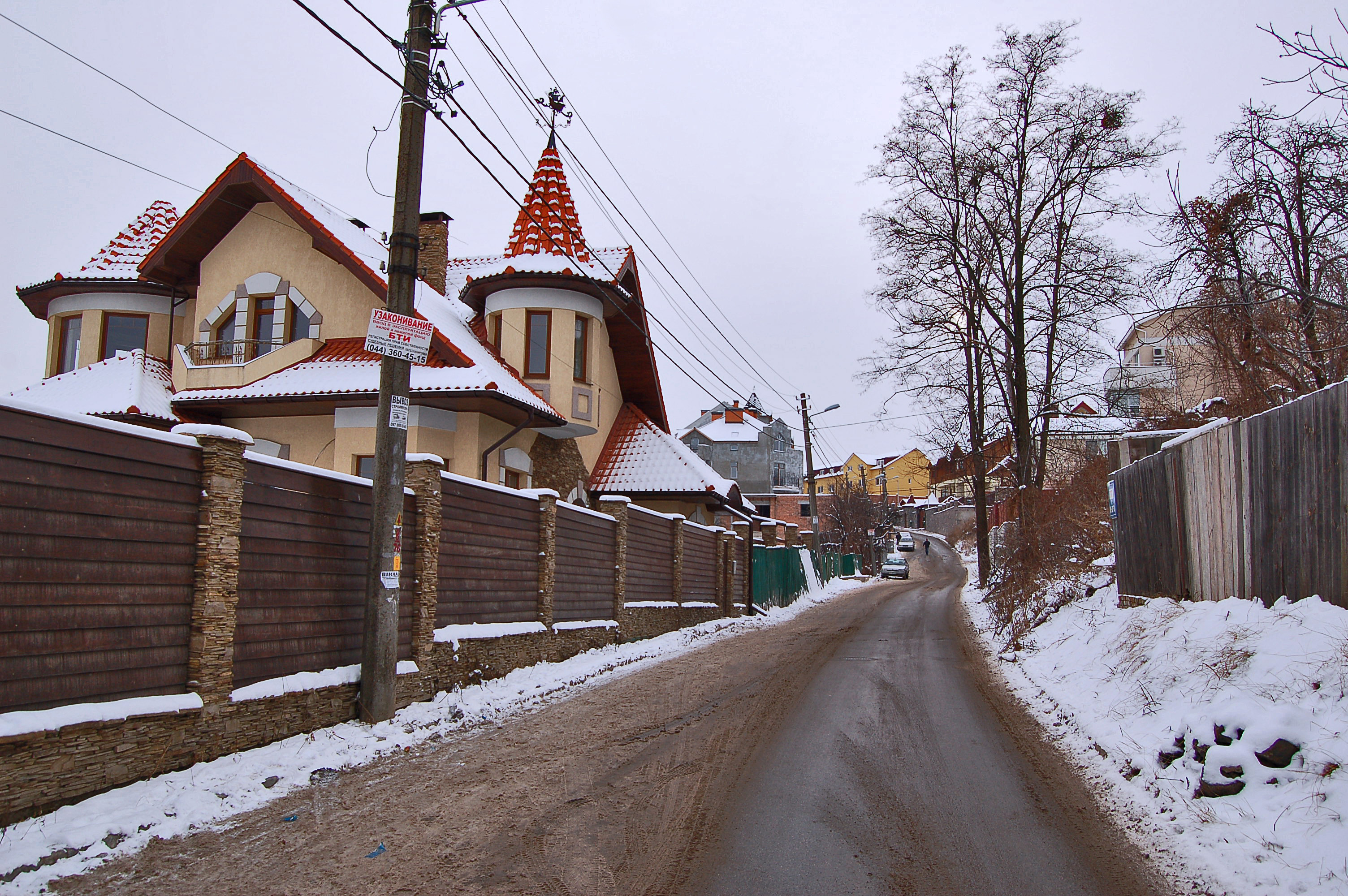
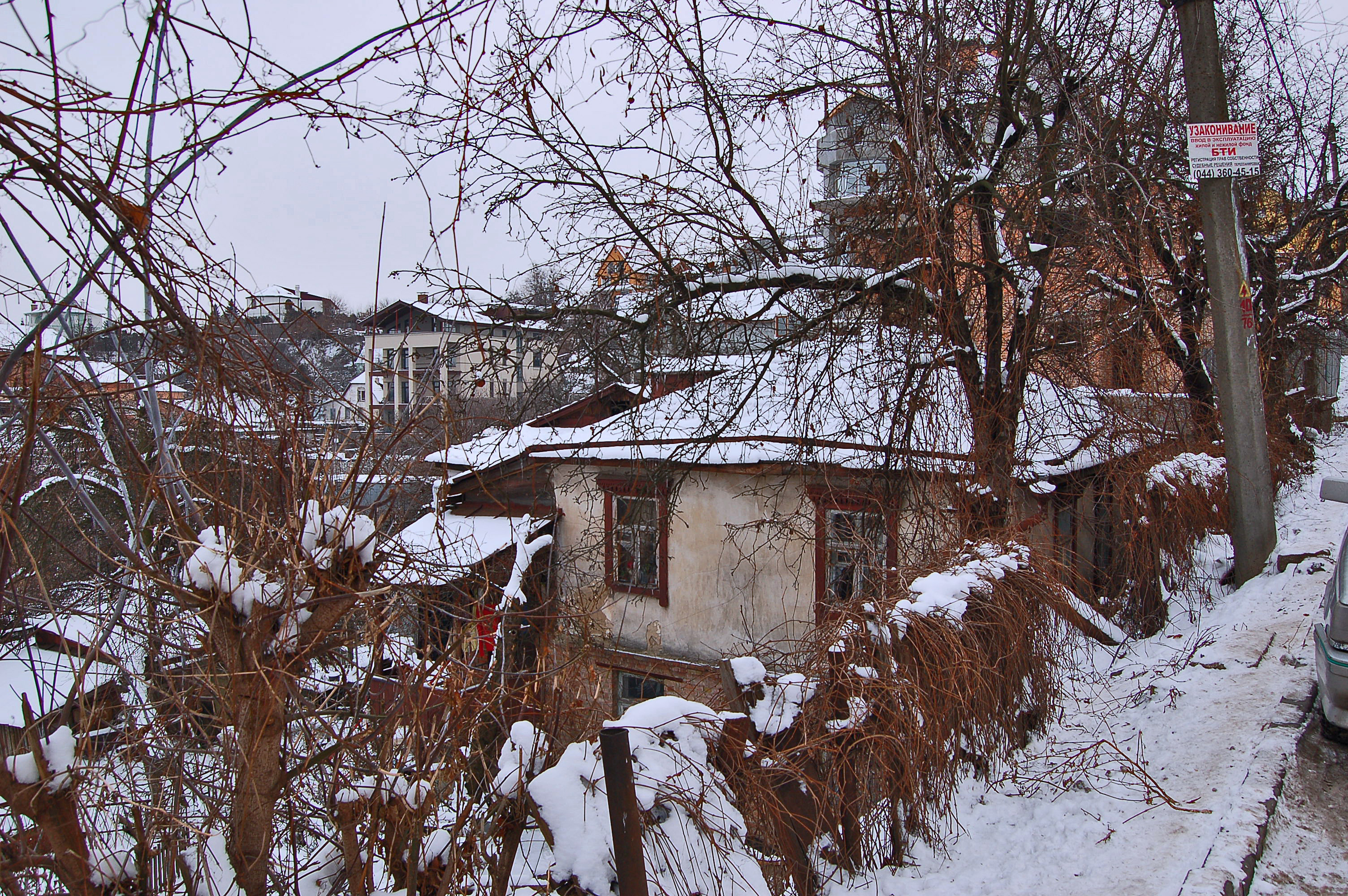
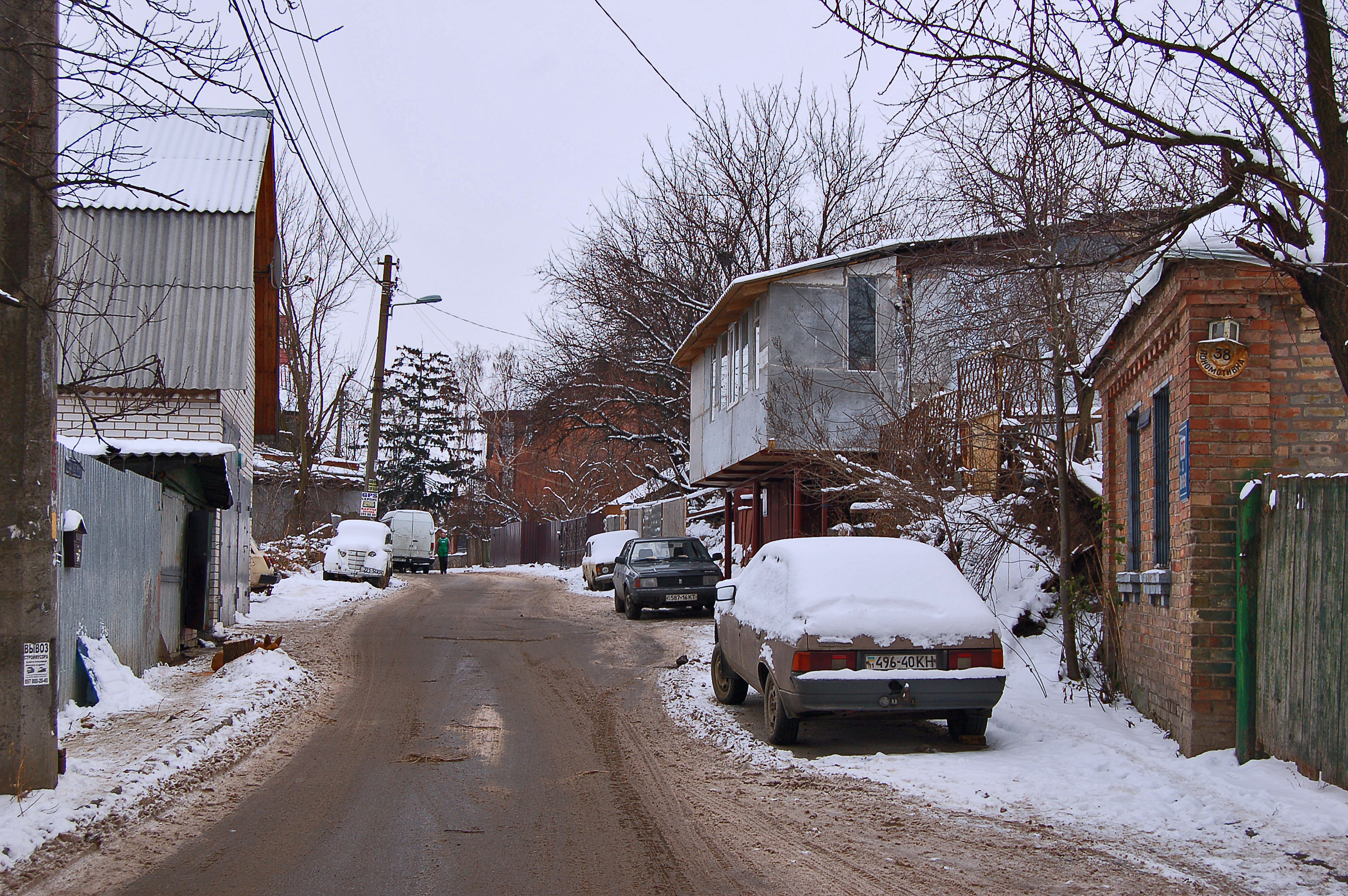